# Yu Song
Yu Song (em chinês:  于 颂; Qingdao, 6 de agosto de 1986) é uma judoca chinesa.
Foi medalha de bronze nos Jogos Olímpicos de 2016 no Rio de Janeiro, além de campeã no Campeonato Mundial em 2015. É considerada a sucessora da sua compatriota Tong Wen.